# Engoulevent d'Hispaniola
Antrostomus ekmani
Espèce
Statut de conservation UICN

 LC  : Préoccupation mineure
L'Engoulevent d'Hispaniola (Antrostomus ekmani) est une espèce d'oiseaux de la famille des Caprimulgidae, anciennement considérée comme une sous-espèce de l'Engoulevent peut-on-voir (A. cubanensis).

## Répartition
Cette espèce vit sur Hispaniola.